# Heinz Neubauer (Fußballspieler)
Heinz Neubauer (* 15. November 1933) ist ein ehemaliger deutscher Fußballspieler. Zwischen 1952 und 1963 spielte er in der DDR-Oberliga, der höchsten Spielklasse im DDR-Fußball, für Lok Stendal und Dynamo Dresden.

## Sportliche Laufbahn
In der Saison 195/53 gab Heinz Neubauer sein Debüt in der DDR-Oberliga mit drei Einsätzen in der Rückrunde für Lok Stendal. 1953/54 war er mit 27 von 28 Oberligaspielen bereits Stammspieler, mit Kurt Brüggemann bildete er die Mittelfeldachse der Stendaler. Am Saisonende musste die BSG Lok in die DDR-Liga absteigen, wo Neubauer in 20 von 26 Punktspielen überwiegend als Stürmer eingesetzt wurde und sieben Tore erzielte. Im September 1955 bestritt Neubauer ein Länderspiel mit B-Nationalmannschaft. In der Begegnung DDR – Rumänien (3:0) wurde er als rechter Mittelfeldspieler eingesetzt. Lok Stendal kehrte 1955 umgehend in die Oberliga zurück, die wie der gesamte DDR-Fußball ab 1956 in Kalenderjahr-Rhythmus spielte. In der 1956er Saison kehrte Neubauer wieder in das Mittelfeld zurück, verpasste nur eins der 26 Oberligaspiele und war mit fünf Treffern erneut als Torschütze erfolgreich. 1957 war er sieben Wochen verletzt, sodass er nur 18-mal in der Oberliga eingesetzt werden konnte und erstmals seit 1953/54 ohne Torerfolg blieb. Am Ende der Spielzeit stieg Stendal erneut ab. In der DDR-Liga-Saison 1958 war Neubauer wieder längere Zeit verletzt, sodass er von den 26 Punktspielen nur zwölf bestreiten konnte und auch diesmal kein Tor schoss. Lok Stendal schaffte wieder den sofortigen Aufstieg, entwickelte sich danach aber zur Fahrstuhlmannschaft, denn es gab in den folgenden Spielzeiten ein ständiges ab und auf zwischen Oberliga und DDR-Liga. Bevor sich Neubauer 1963 vom höherklassigen Fußball zurückzog, spielte er 1959 und 1961/62 (Rückkehr zum Herbst-Frühjahr-Spielrhythmus) noch zweimal als Stammspieler in der Oberliga. Als er 1962/63 mit 16 Einsätzen in 26 Punktspielen der BSG wieder einmal zum Oberligaaufstieg verholfen hatte, absolvierte er fünf Spieltage vor Abschluss der Oberliga ein Spiel für Dynamo Dresden. Zur Saison 1963/64 gehörte Neubauer zwar wieder zum Oberligaaufgebot, kam aber nur noch in einem Punktspiel am 1. Spieltag zum Einsatz. Damit kam er in seiner Laufbahn auf 129 Oberligaspiele (7 Tore) und 73 DDR-Liga-Spiele (10 Tore).